# Чемпіонат Європи з футболу 2020 (кваліфікаційний раунд, група H)
Жеребкування кваліфікаційного раунду Євро-2020 відбулося 2 грудня 2018 року в Дубліні. До групи H потрапили збірні Франції, Туреччини, Албанії, Ісландії, Андорри і Молдови.

## Таблиця
| Поз | Команда   | І  | В | Н | П | ГЗ | ГП | РГ  | О  | Кваліфікація                       |     | Франція | Туреччина | Ісландія | Албанія | Андорра | Молдова |
| --- | --------- | -- | - | - | - | -- | -- | --- | -- | ---------------------------------- | --- | ------- | --------- | -------- | ------- | ------- | ------- |
| 1   | Франція   | 10 | 8 | 1 | 1 | 25 | 6  | +19 | 25 | Кваліфікація до фінального турніру |     | —       | 1:1       | 4:0      | 4:1     | 3:0     | 2:1     |
| 2   | Туреччина | 10 | 7 | 2 | 1 | 18 | 3  | +15 | 23 | Кваліфікація до фінального турніру |     | 2:0     | —         | 0:0      | 1:0     | 1:0     | 4:0     |
| 3   | Ісландія  | 10 | 6 | 1 | 3 | 14 | 11 | +3  | 19 |                                    |     | 0:1     | 2:1       | —        | 1:0     | 2:0     | 3:0     |
| 4   | Албанія   | 10 | 4 | 1 | 5 | 16 | 14 | +2  | 13 |                                    | 0:2 | 0:2     | 4:2       | —        | 2:2     | 2:0     |         |
| 5   | Андорра   | 10 | 1 | 1 | 8 | 3  | 20 | −17 | 4  |                                    | 0:4 | 0:2     | 0:2       | 0:3      | —       | 1:0     |         |
| 6   | Молдова   | 10 | 1 | 0 | 9 | 4  | 26 | −22 | 3  |                                    | 1:4 | 0:4     | 1:2       | 0:4      | 1:0     | —       |         |

## Матчі
Матчі Групи H кваліфікаційного раунду Євро-2020 тривали з березня 2019 по листопад 2019. Час вказано за CET/CEST, відповідно до правил УЄФА.
| 22 березня 2019 20:45 |

| Албанія | 0–2      | Туреччина                |
| ------- | -------- | ------------------------ |
|         | Протокол | Їлмаз 21' Чалханоглу 55' |

| Лоро Борічі, Шкодер Глядачів: 11,730 Арбітр: Тобіас Штілер |

| 22 березня 2019 20:45 |

| Андорра | 0–2      | Ісландія                      |
| ------- | -------- | ----------------------------- |
|         | Протокол | Б'яднасон 22' К'яртанссон 80' |

| Естаді Насьйональ, Андорра-ла-Велья Глядачів: 1,854 Арбітр: Сандро Шерер |

| 22 березня 2019 20:45 |

| Молдова    | 1–4      | Франція                                    |
| ---------- | -------- | ------------------------------------------ |
| Амброс 89' | Протокол | Грізманн 24' Варан 27' Жіру 36' Мбаппе 87' |

| Зімбру, Кишинів Глядачів: 10,042 Арбітр: Александар Ставрев (Північна Македонія) |

| 25 березня 2019 18:00 |

| Туреччина                             | 4–0      | Молдова |
| ------------------------------------- | -------- | ------- |
| Калдирим 24' Тосун 26', 54' Айхан 70' | Протокол |         |

| Єні Ескішехір Стадіум, Ескішехір Глядачів: 29,456 Арбітр: Сергій Бойко |

| 25 березня 2019 20:45 |

| Андорра | 0–3      | Албанія                           |
| ------- | -------- | --------------------------------- |
|         | Протокол | Садіку 21' Баляй 87' Абраші 90+6' |

| Естаді Насьйональ, Андорра-ла-Велья Глядачів: 1,373 Арбітр: Філіп Глова |

| 25 березня 2019 20:45 |

| Франція                                     | 4–0      | Ісландія |
| ------------------------------------------- | -------- | -------- |
| Умтіті 12' Жіру 68' Мбаппе 78' Грізманн 84' | Протокол |          |

| Стад де Франс, Сен-Дені Глядачів: 64,538 Арбітр: Іштван Ковач |

| 8 червня 2019 15:00 |

| Ісландія         | 1:0      | Албанія |
| ---------------- | -------- | ------- |
| Гвюдмюндссон 22' | Протокол |         |

| Лаугардалсволлур, Рейк'явік Арбітр: Боббі Медден |

| 8 червня 2019 18:00 |

| Молдова  | 1:0      | Андорра |
| -------- | -------- | ------- |
| Армаш 8' | Протокол |         |

| Зімбру, Кишинів Арбітр: Боян Панджич |

| 8 червня 2019 20:45 |

| Туреччина           | 2:0      | Франція |
| ------------------- | -------- | ------- |
| Айхан 30' Юндер 40' | Протокол |         |

| Бююкшехір, Конья Арбітр: Дамир Скомина |

| 11 червня 2019 20:45 |

| Албанія                      | 2:0      | Молдова |
| ---------------------------- | -------- | ------- |
| Цикаллеші 66' Рамадані 90+3' | Протокол |         |

| Арена Комбетаре, Тирана Арбітр: Вілле Невалайнен |

| 11 червня 2019 20:45 |

| Андорра | 0:4      | Франція                                       |
| ------- | -------- | --------------------------------------------- |
|         | Протокол | Мбаппе 11' Бен Єддер 30' Товен 45+1' Зума 60' |

| Естаді Насьйональ, Андорра-ла-Велья Арбітр: Фран Йович |

| 11 червня 2019 20:45 |

| Ісландія            | 2:1      | Туреччина |
| ------------------- | -------- | --------- |
| Сігюрдссон 21', 32' | Протокол | Токез 40' |

| Лаугардалсволлур, Рейк'явік Арбітр: Шимон Марциняк |

| 7 вересня 2019 18:00 (16:00 (UTC±0)) |

| Ісландія                                          | 3–0      | Молдова |
| ------------------------------------------------- | -------- | ------- |
| - Сігторссон 31' - Б'яднасон 55' - Бедварссон 77' | Протокол |         |

| Лаугардалсволлур, Рейк'явік Глядачів: 8,338 Арбітр: Жуан Піньєйро |

| 7 вересня 2019 20:45 |

| Франція                                | 4–1      | Албанія                 |
| -------------------------------------- | -------- | ----------------------- |
| - Коман 8', 68' - Жіру 27' - Іконе 85' | Протокол | - СЦикаллеші 90' (пен.) |

| Стад-де-Франс, Сен-Дені Глядачів: 77,655 Арбітр: Хесус Хіль Мансано |

| 7 вересня 2019 20:45 (21:45 (UTC+3)) |

| Туреччина   | 1–0      | Андорра |
| ----------- | -------- | ------- |
| - Туфан 89' | Протокол |         |

| Водафон Парк, Стамбул Глядачів: 42,600 Арбітр: Дональд Робертсон |

| 10 вересня 2019 20:45 |

| Албанія                                              | 4–2      | Ісландія                             |
| ---------------------------------------------------- | -------- | ------------------------------------ |
| - Дермаку 32' - Хюсай 52' - Роші 79' - Цикаллеші 83' | Протокол | - Г. Сігюрдссон 47' - Сігторссон 58' |

| Ельбасан Арена, Ельбасан Глядачів: 8,652 Арбітр: Іван Кружляк |

| 10 вересня 2019 20:45 |

| Франція                                    | 3–0      | Андорра |
| ------------------------------------------ | -------- | ------- |
| - Коман 18' - Лангле 52' - Бен Єддер 90+1' | Протокол |         |

| Стад-де-Франс, Saint-Denis Глядачів: 55,383 Арбітр: Микола Балакін |

| 10 вересня 2019 20:45 (21:45 (UTC+3)) |

| Молдова | 0–4      | Туреччина                                 |
| ------- | -------- | ----------------------------------------- |
|         | Протокол | - Тосун 37', 79' - Тюрюч 57' - Язиджи 88' |

| Зімбру, Кишинів Глядачів: 8,281 Арбітр: Давіде Масса |

| 11 жовтня 2019 20:45 |

| Андорра     | 1–0      | Молдова |
| ----------- | -------- | ------- |
| - Валес 63' | Протокол |         |

| Естаді Насьйональ, Андорра-ла-Велья Глядачів: 947 Арбітр: Жонатан Лардо |

| 11 жовтня 2019 20:45 (18:45 (UTC±0)) |

| Ісландія | 0–1      | Франція           |
| -------- | -------- | ----------------- |
|          | Протокол | - Жіру 66' (пен.) |

| Лаугардалсволлур, Рейк'явік Глядачів: 9,719 Арбітр: Джанлука Роккі |

| 11 жовтня 2019 20:45 (21:45 (UTC+3)) |

| Туреччина   | 1–0      | Албанія |
| ----------- | -------- | ------- |
| - Тосун 90' | Протокол |         |

| Шюкрю Сараджоглу, Стамбул Глядачів: 41,438 Арбітр: Овідіу Гацеган |

| 14 жовтня 2019 20:45 |

| Франція    | 1–1      | Туреччина   |
| ---------- | -------- | ----------- |
| - Жіру 76' | Протокол | - Айхан 82' |

| Стад-де-Франс, Сен-Дені Глядачів: 72,154 Арбітр: Фелікс Брих |

| 14 жовтня 2019 20:45 (18:45 (UTC±0)) |

| Ісландія                             | 2–0      | Андорра |
| ------------------------------------ | -------- | ------- |
| - А. Сігурдссон 38' - Сігторссон 65' | Протокол |         |

| Лаугардалсволлур, Рейк'явік Глядачів: 7,169 Арбітр: Тамаш Богнар |

| 14 жовтня 2019 20:45 (21:45 (UTC+3)) |

| Молдова | 0–4      | Албанія                                            |
| ------- | -------- | -------------------------------------------------- |
|         | Протокол | - Цикаллеші 22' - Баре 34' - Траші 40' - Манай 90' |

| Зімбру, Кишинів Глядачів: 4,367 Арбітр: Кріс Кавана |

| 14 листопада 2019 18:00 (20:00 (UTC+3)) |

| Туреччина | 0–0      | Ісландія |
| --------- | -------- | -------- |
|           | Протокол |          |

| Тюрк-Телеком-Арена, Стамбул Глядачів: 48,329 Арбітр: Ентоні Тейлор |

| 14 листопада 2019 20:45 |

| Албанія                | 2–2      | Андорра                |
| ---------------------- | -------- | ---------------------- |
| - Баляй 6' - Манай 55' | Протокол | - К. Мартінес 18', 48' |

| Ельбасан Арена, Ельбасан Глядачів: 4,260 Арбітр: Крісто Тогвер |

| 14 листопада 2019 20:45 |

| Франція                       | 2–1      | Молдова   |
| ----------------------------- | -------- | --------- |
| - Варан 35' - Жіру 79' (пен.) | Протокол | - Раце 9' |

| Стад-де-Франс, Сен-Дені Глядачів: 64,367 Арбітр: Гедимінас Мажейка |

| 17 листопада 2019 20:45 |

| Албанія | 0–2      | Франція                     |
| ------- | -------- | --------------------------- |
|         | Протокол | - Толіссо 9' - Грізманн 30' |

| Ейр Албанія, Тирана Глядачів: 19,228 Арбітр: Славко Винчич |

| 17 листопада 2019 20:45 |

| Андорра | 0–2      | Туреччина              |
| ------- | -------- | ---------------------- |
|         | Протокол | - Юнал 17', 21' (пен.) |

| Естаді Насьйональ, Андорра-ла-Велья Глядачів: 2,357 Арбітр: Іван Кружляк |

| 17 листопада 2019 20:45 (21:45 (UTC+2)) |

| Молдова         | 1–2      | Ісландія                            |
| --------------- | -------- | ----------------------------------- |
| - Мілінчану 56' | Протокол | - Б'яднасон 17' - Г. Сігюрдссон 65' |

| Зімбру, Кишинів Глядачів: 6,742 Арбітр: Павел Краловець |

## Бомбардири
6 голів
- Олів'є Жіру

5 голів
- Дженк Тосун

4 голи
- Сокол Цикаллеші

3 голи
- Біркір Б'яднасон
- Колбейнн Сігторссон
- Каан Айхан
- Антуан Грізманн
- Кінгслі Коман
- Кіліан Мбаппе

2 голи
- Бекім Баляй
- Рей Манай
- Крістіан Мартінес
- Гільві Сігюрдссон
- Рагнар Сігюрдссон
- Енес Юнал
- Рафаель Варан
- Віссам Бен Єддер

1 гол
- Амір Абраші
- Кейді Баре
- Кастріот Дермаку
- Юльбер Рамадані
- Одісе Роші
- Армандо Садіку
- Лоренц Траші
- Ельсеїд Хюсай
- Марк Валес
- Йоун Даді Бедварссон
- Йоуганн Берг Гвюдмюндссон
- Відар Єрн К'яртанссон
- Арнор Сігурдссон
- Владімір Амброс
- Ігор Армаш
- Ніколає Мілінчану
- Вадим Раце
- Бурак Їлмаз
- Хасан Алі Калдирим
- Дорукхан Токез
- Озан Туфан
- Деніз Тюрюч
- Хакан Чалханоглу
- Ченгіз Юндер
- Юсуф Язиджи
- Курт Зума
- Жонатан Іконе
- Клеман Лангле
- Флоріан Товен
- Корентен Толіссо
- Самюель Умтіті

## Нотатки
1. ↑  CET (UTC+1) для матчів в березні і листопаді 2019, а CEST (UTC+2) для решти матчів.